# Campeonato Sul-Mato-Grossense 1979
In 1979 werd het eerste Campeonato Sul-Mato-Grossense gespeeld voor clubs uit de Braziliaanse staat Mato Grosso do Sul. Dit jaar werd de staat Mato Grosso in twee gesplitst en werd Mato Grosso do Sul een aparte staat, die dan ook een aparte staatscompetitie kreeg. Enkel Operário en Comercial, beiden uit de nieuwe hoofdstad Campo Grande speelden in 1978 in het Campeonato Mato-Grossense, waar Operário zelfs kampioen werd. 
De competitie werd georganiseerd door de Federação de Futebol de Mato Grosso do Sul en werd gespeeld van 10 juni tot 7 september. Operário de Campo Grande werd kampioen.

## Eerste fase

### Groep A
| Plaats | Club                 | Wed. | W | G | V | Saldo | Ptn. |
| ------ | -------------------- | ---- | - | - | - | ----- | ---- |
| 1.     | Comercial            | 8    | 6 | 2 | 0 | 19:4  | 14   |
| 2.     | Operário de Dourados | 8    | 3 | 3 | 2 | 9:8   | 9    |
| 3.     | 21 de Abril          | 8    | 3 | 2 | 3 | 4:12  | 8    |
| 4.     | Aquidauana           | 8    | 3 | 1 | 4 | 8:9   | 7    |
| 5.     | Taveirópolis         | 8    | 1 | 3 | 4 | 4:19  | 5    |

|  | Geplaatst voor tweede fase |

### Groep B
| Plaats | Club                     | Wed. | W | G | V | Saldo | Ptn. |
| ------ | ------------------------ | ---- | - | - | - | ----- | ---- |
| 1.     | Operário de Campo Grande | 8    | 7 | 1 | 0 | 35:6  | 15   |
| 2.     | Iguatemiense             | 8    | 2 | 3 | 3 | 8:8   | 7    |
| 3.     | Dourados                 | 8    | 1 | 3 | 4 | 3:14  | 5    |
| 4.     | Atlântico                | 8    | 0 | 2 | 6 | 6:16  | 2    |

|  | Geplaatst voor tweede fase |

## Tweede fase

### Groep A
| Plaats | Club                 | Wed. | W | G | V | Saldo | Ptn. |
| ------ | -------------------- | ---- | - | - | - | ----- | ---- |
| 1.     | Comercial            | 3    | 2 | 1 | 0 | 10:1  | 5    |
| 2.     | Operário de Dourados | 3    | 0 | 0 | 3 | 2:5   | 0    |

|  | Geplaatst voor finale |

### Groep B
| Plaats | Club                     | Wed. | W | G | V | Saldo | Ptn. |
| ------ | ------------------------ | ---- | - | - | - | ----- | ---- |
| 1.     | Operário de Campo Grande | 3    | 2 | 1 | 0 | 11:2  | 5    |
| 2.     | Iguatemiense             | 3    | 1 | 0 | 2 | 2:17  | 2    |

|  | Geplaatst voor finale |

## Finale
De club die het eerste vier punten behaalde werd kampioen. 
|                              |           |       |          |  |
| 26 augustus Eerste wedstrijd | Comercial | 2 – 2 | Operário |  |
| 26 augustus Eerste wedstrijd |           |       |          |  |

|                              |           |       |          |  |
| 2 september Tweede wedstrijd | Comercial | 0 – 1 | Operário |  |
| 2 september Tweede wedstrijd |           |       |          |  |

|                             |            |       |                    |  |
| 7 september Derde wedstrijd | Operário   | 1 – 1 | Comercial          |  |
| 7 september Derde wedstrijd | Arthur 75' |       | 88' Sérgio Américo |  |

### Kampioen
| Campeonato Sul-Mato-Grossense de 1979 |
| Mato Grosso do Sul                    |
| ------------------------------------- |
| OPERÁRIO Kampioen (1° titel)          |